# Miroslav Adámek (politik STAN)
Miroslav Adámek (* 6. května 1963 Vsetín) je český politik a lékař, v letech 2012 až 2024 zastupitel Zlínského kraje, v letech 2010 až 2018 primátor města Zlín, člen hnutí STAN.

## Život
Vystudoval Lékařskou fakultu Univerzity Palackého v Olomouci, kterou ukončil v roce 1989 a získal titul MUDr. Následně se přestěhoval do Zlína za prací (těsně před revolucí v roce 1989). Pracoval jako chirurg ve zlínské nemocnici Atlas a v Krajské nemocnici T. Bati ve Zlíně, ale také v nemocnicích ve Vsetíně a Valašském Meziříčí. V devadesátých letech byl rovněž týmovým lékařem zlínských extraligových hokejistů.
Miroslav Adámek je ženatý a má dva syny. Žije ve Zlíně, konkrétně v místní části Kudlov.

## Politické působení
V roce 2010 kandidoval jako nestraník v komunálních volbách za koalici TOP 09 a STAN a byl zvolen členem Zastupitelstva města Zlína. Na jeho ustavujícím zasedání 19. 11. 2010 byl následně zvolen primátorem. Vedle funkce primátora je také od ledna 2011 prezidentem hokejového klubu PSG Zlín a od října 2012 zastupitelem Zlínského kraje (uspěl na kandidátce Starostů a TOP 09 pro Zlínský kraj). V roce 2013 se stal (za Zlínský kraj) členem Výboru Regionální rady regionu soudržnosti Střední Morava.
V roce 2014 vedl v komunálních volbách do Zastupitelstva města Zlína kandidátku STAN (z pozice nestraníka) a byl tudíž kandidátem hnutí na post primátora města Zlína. O tuto funkci se ucházel již podruhé. Starostové a nezávislí ve Zlíně volby vyhráli (31,60 % hlasů; 18 mandátů) a Miroslav Adámek obhájil post zastupitele města. Dne 6. listopadu 2014 byl zvolen podruhé primátorem města Zlína.
V krajských volbách v roce 2016 byl lídrem společné kandidátky STAN, ZHN a hnutí ZVUK 2012 ve Zlínském kraji a podařilo se mu obhájit mandát krajského zastupitele. Stejně tak mandát obhájil i ve volbách v roce 2020 jako člen hnutí STAN. Ve volbách v září 2024 mandát krajského zastupitele obhajoval z pozice člena hnutí STAN na kandidátce uskupení „STAROSTOVÉ pro Zlínský kraj s podporou TOP 09 a ZVUK 12“. Mandát se mu však obhájit nepodařilo.
Ve volbách do Poslanecké sněmovny PČR v roce 2017 kandidoval jako člen hnutí STAN ve Zlínském kraji na posledním místě kandidátky, ale neuspěl. V doplňujících volbách do Senátu PČR v květnu 2018 kandidoval jako nestraník za STAN v obvodu č. 78 – Zlín. Se ziskem 16,36 % hlasů skončil na 3. místě.
V komunálních volbách v roce 2018 do Zastupitelstva města Zlína byl z pozice nestraníka lídrem kandidátky hnutí STAN a tudíž i kandidátem tohoto hnutí na post primátora města. Mandát městského zastupitele obhájil. Hnutí STAN skončilo druhé a uzavřelo koalici s vítězným hnutím ANO, čtvrtou KDU-ČSL, šestou ODS a sedmými Piráty. Novým primátorem se dne 1. listopadu 2018 stal Jiří Korec, Adámek pokračoval jako náměstek primátora.
Na konci roku 2020 oznámil, že se vzhledem k probíhající pandemii nemoci covid-19 vrací ke své původní profesi lékaře a opustí post náměstka zlínského primátora. Učinil tak na konci března 2021. Nadále však zůstal řadovým městským a krajským zastupitelem. Ve volbách v roce 2022 sice opět kandidoval do Zastupitelstva města Zlína, ale na posledním místě kandidátky hnutí STAN. Mandát se mu obhájit nepodařilo.